# German Jewgenjewitsch Karatschewski
German Jewgenjewitsch Karatschewski (russisch Герман Евгеньевич Карачевский; * 17. Juli 1968) ist ein ehemaliger sowjetisch-russischer Skilangläufer.

## Werdegang
Karatschewski hatte seinen ersten internationalen Erfolge bei den Nordischen Junioren-Skiweltmeisterschaften 1987 in Asiago. Dort gewann er mit der Staffel und über 10 km jeweils die Goldmedaille. Im folgenden Jahr holte er bei den Nordischen Junioren-Skiweltmeisterschaften in Saalfelden am Steinernen Meer erneut über 10 km und mit der Staffel die Goldmedaille. Sein erstes von insgesamt acht Weltcupeinzelrennen lief er im März 1990 in Lahti, das er auf dem 68. Platz in der Doppelverfolgung beendete. Mit der Staffel wurde er dort Zehnter. Bei den Olympischen Winterspielen 1992 in Albertville belegte er den 62. Platz über 10 km klassisch und den 43. Rang im anschließenden Verfolgungsrennen. In der Saison 1992/93 kam er bei vier Weltcupteilnahmen dreimal in die Punkteränge und erreichte damit den 59. Platz im Gesamtweltcup. Sein letztes Weltcuprennen absolvierte er im Januar 1993 in Kawgolowo, das er auf dem 17. Platz über 30 km klassisch beendete und errang damit seine beste Einzelplatzierung im Weltcup.